# Wargnies-le-Petit
Wargnies-le-Petit ist eine französische Gemeinde im Département Nord in der Region Hauts-de-France. Sie gehört zum Arrondissement Avesnes-sur-Helpe und zum Kanton Aulnoye-Aymeries.

## Geographie
Die Gemeinde Wargnies-le-Petit liegt im Regionalen Naturpark Avesnois an der Grenze zu Belgien, etwa neun Kilometer südöstlich von Valenciennes. Sie grenzt im Nordosten an Bry und Bettrechies, im Osten an La Flamengrie und Honnelles (Belgien), im Südosten an Saint-Waast, im Süden an Preux-au-Sart, im Südwesten an Frasnoy, im Westen an Jenlain und im Nordwesten Wargnies-le-Grand. Das Gemeindegebiet wird vom Fluss Aunelle durchquert. Die Route nationale 49 führt über Wargnies-le-Petit.

## Bevölkerungsentwicklung
| Jahr                       | 1962 | 1968 | 1975 | 1982 | 1990 | 1999 | 2009 | 2021 |
| Einwohner                  | 718  | 662  | 634  | 599  | 676  | 711  | 791  | 780  |
| Quellen: Cassini und INSEE |      |      |      |      |      |      |      |      |

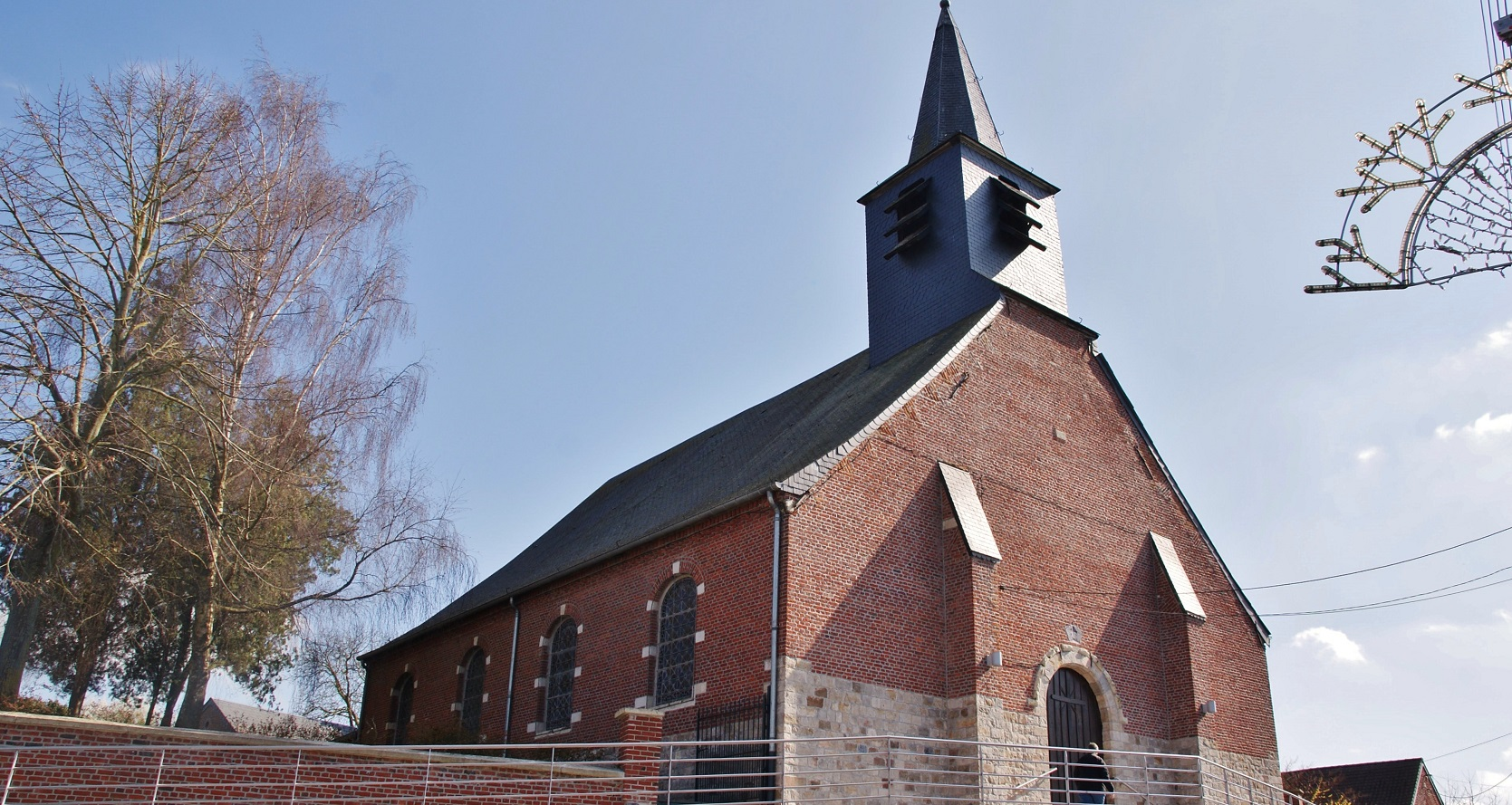
Kirche Saint-Pierre
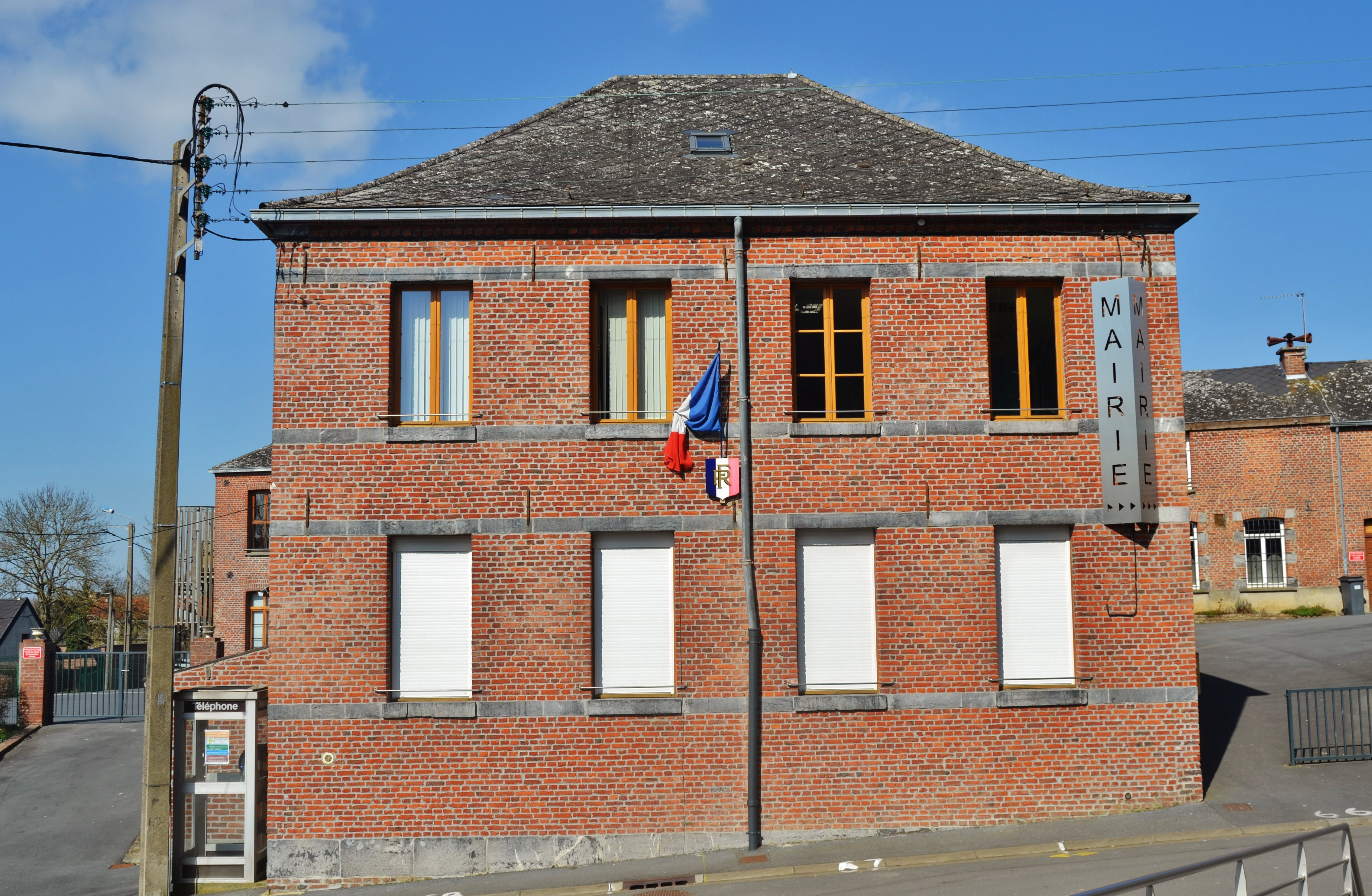
Rathaus (mairie)
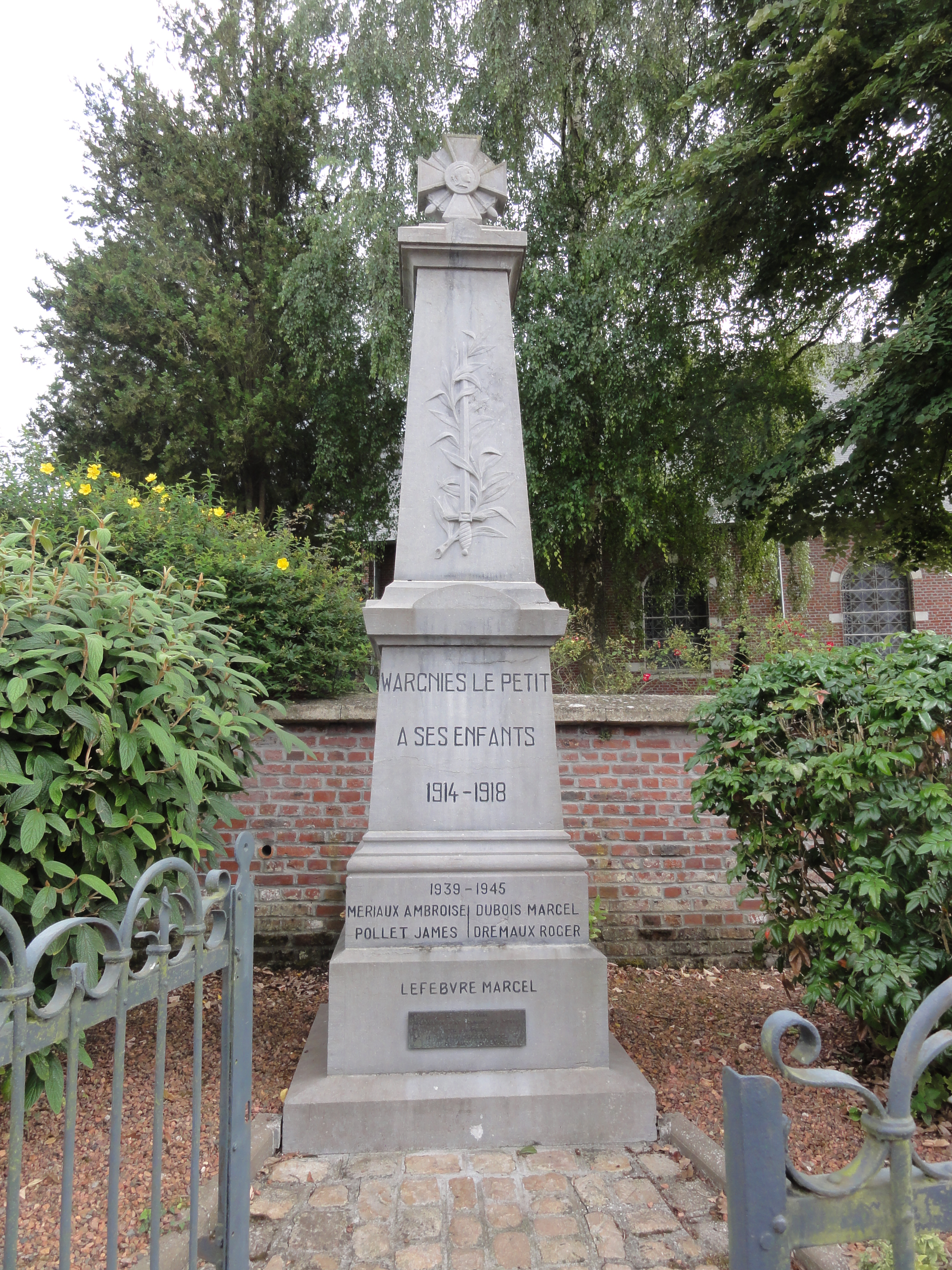
Gefallenendenkmal